# Kırıkçalı, İslahiye
Kırıkçalı là một xã thuộc huyện İslahiye, tỉnh Gaziantep, Thổ Nhĩ Kỳ. Dân số thời điểm năm 2011 là 343 người.